# Vends Herred
Vends Herred var et herred i Odense Amt. Herredet udgjorde før 1662 Hindsgavl Len , der så blev til Hindsgavl Amt, indtil det ved reformen af 1793 blev en del af Odense Amt. Fra 1842 til 1970 var herredet en del af Assens Amtsrådskreds.
I herredet ligger købstaden Middelfart og følgende sogne:
- Asperup Sogn
- Balslev Sogn
- Brenderup Sogn
- Ejby Sogn
- Fjelsted Sogn
- Føns Sogn
- Gamborg Sogn
- Gelsted Sogn
- Harndrup Sogn
- Husby Sogn
- Indslev Sogn
- Kauslunde Sogn
- Middelfart Sogn
- Nørre Aaby Sogn
- Rorslev Sogn
- Rørup Sogn
- Strib-Røjleskov Sogn
- Udby Sogn
- Vejlby Sogn
- Ørslev Sogn